# LFG Roland D.VI
Le LFG Roland D.VI était un avion de chasse allemand de la Première Guerre mondiale. Il n'a pas été produit en série.

## Conception
Le Roland D.VI a été conçu par la Luft-Fahrzeug-Gesellschaft (LFG) fin 1917 à partir du LFG Roland D.II. Il se caractérisait par un fuselage recouvert de plaques de contreplaqué, et par une voilure dont le plan inférieur était fixé sous le fuselage. Avec cet avion, LFG abandonnait la construction semi-monocoque du fuselage, pour laquelle elle avait pourtant déposé un brevet. Désignée Wickelrumpf (littéralement, « corps enveloppé »), cette technique faisait appel à deux couches de fines bandes de contreplaqué, enroulées en diagonale autour d'une forme mâle pour créer une demi-coque. C'est ainsi qu'avaient été construits les précédents avions LFG tels que le LFG Roland C.II, le D.I et le D.II. Le D.VI était construit avec une autre technique, tout aussi inhabituelle pour les avions, baptisée Klinkerrumpf (corps à clin), avec de minces bandes de contreplaqué se chevauchant et se superposant, sur un cadre en bois. La visibilité était bonne pour le pilote, tandis que la manœuvrabilité était supérieure à la moyenne.

## Engagements
Le prototype du D.VI fut le millième avion construit par LFG. Il fit son premier vol en novembre 1917.
En janvier 1918, deux exemplaires du D.VI furent engagés dans la première compétition de chasseurs organisée par l'Idflieg (Inspektion der Fliegertruppen, inspection de l’aviation) à Berlin-Adlershof : l'un actionné par un moteur en ligne à six cylindres Mercedes D.III de 160 ch (119 kW) et l'autre par un Benz Bz.IIIa de puissance similaire. Bien que le Fokker D.VII moins cher ait été désigné comme gagnant du concours, le D.VI fut également commandé pour une production en série, à titre de sécurité afin de se prémunir contre tout problème de production du Fokker. Comme il utilisait un moteur différent, sa fabrication ne risquait pas de ralentir celle du Fokker.

## Variantes
Le D.VI donna naissance à deux versions de série, équipées de différents types de moteurs :
- D.VIa, à moteur Mercedes (150 exemplaires)
- D.VIb, à moteur Benz (200 exemplaires).

Les derniers exemplaires de série étaient dotés d'une quille ventrale placée sous l'empennage. Un grand nombre de versions différentes, utilisant différents moteurs, ont été construites en tant que prototypes sans être produits en série, ainsi qu'une adaptation en triplan comme le Dr.I.
Les livraisons ont commencé en mai 1918, avec 70 D.VI en service en première ligne au 31 août 1918. À la fin de la guerre, environ 350 exemplaires avaient été livrés. La plupart furent utilisés par la marine impériale allemande, pour assurer la défense de ses bases navales.

## Survivants
Le seul reste d'un LFG Roland D.VI qui existe encore de nos jours est le fuselage complet d'un D.VIb, portant le numéro de série militaire IdFlieg 2225/18, exposé au musée de l'aviation polonaise à Cracovie, en Pologne.

## Opérateurs
Empire allemand
- Luftstreitkräfte
- Kaiserliche Marine

 Tchécoslovaquie
- Force aérienne tchèque